# Katharina Scholz-Wanckel
Katharina Scholz-Wanckel (* 18. März 1916 in Schönebeck (Elbe); † 12. Mai 2009 in Hamburg) war eine deutsche Malerin, welche hauptsächlich die Techniken des Holzschnitts, der Aquatinta und der Ölkreide anwendete.

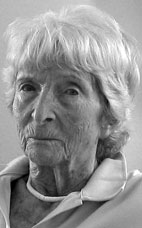
Porträt, Katharina Scholz-Wanckel

## Leben
Scholz-Wanckel wurde als Tochter des Binnenschiffahrtsreeders Eberhard Wanckel und seiner Ehefrau Katharine, geb. Dietrich, in Schönebeck (Elbe) geboren. Dort verbrachte sie ihre Schulzeit und bestand 1935 das Abiturientenexamen am Reform- und Realgymnasium.

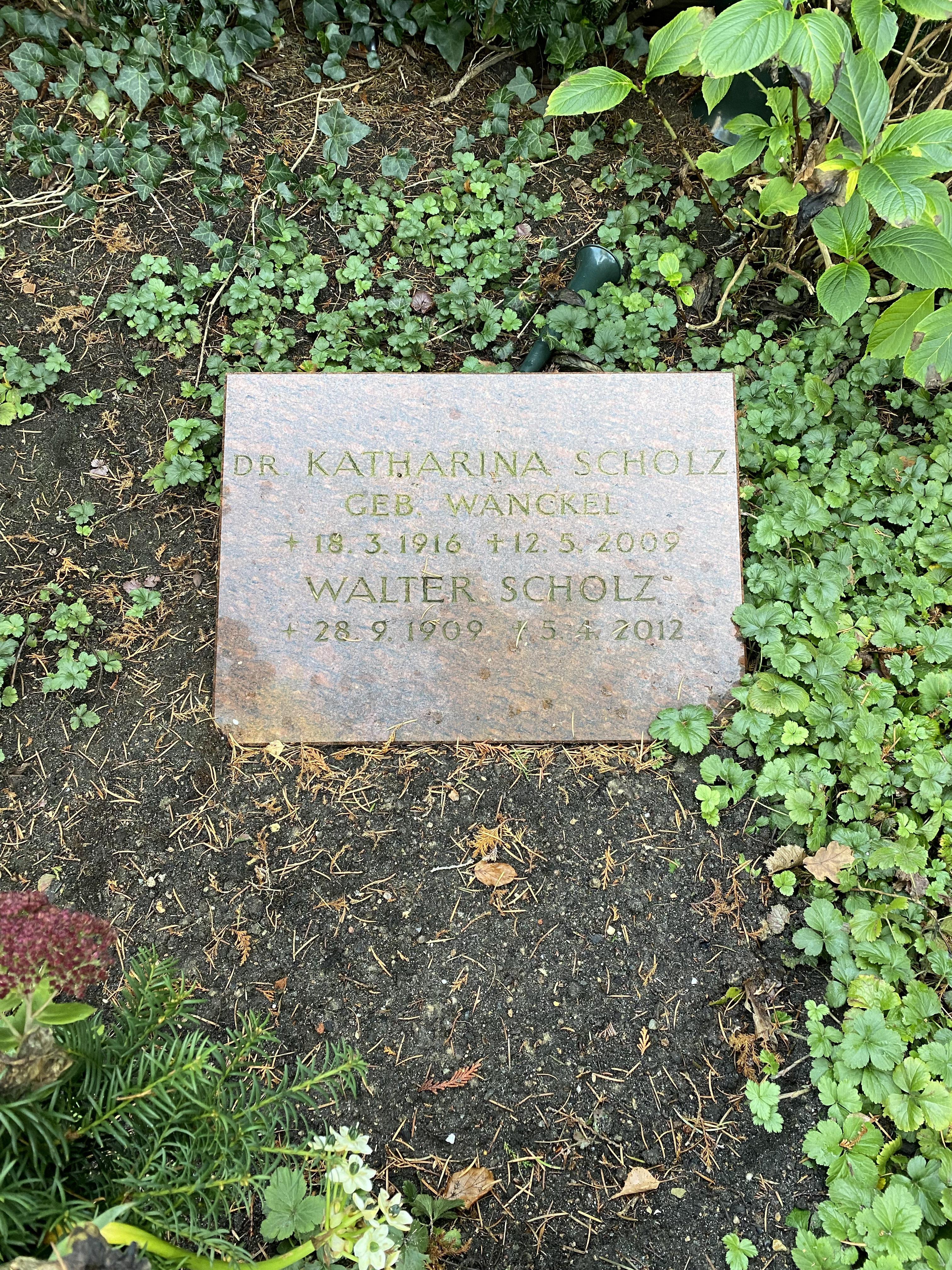
Grabstätte

Anschließend absolvierte sie eine kaufmännische Ausbildung an der Städtischen Höheren Handelsschule in Magdeburg und studierte dann mehrere Semester an der Staatlichen Hochschule für Bildende Künste in Berlin.
1940 heiratete Katharina Scholz-Wanckel den Holzkaufmann Walter Scholz (1909–2012), welcher Ende des Zweiten Weltkrieges in sowjetische Gefangenschaft geriet und erst Ende 1948 zurückkehrte.
Inzwischen siedelte sie nach Hamburg über und begann 1947 an der dortigen Universität das Studium der Kunstgeschichte, der Archäologie und der Philosophie, welches sie nach mehreren Unterbrechungen zur Erteilung privater Zeichenkurse auch erfolgreich beendete. Um möglichst umfangreiche Originalkenntnisse der bildenden Kunst zu erwerben, begab sie sich auf mehrere Studienreisen im In- und Ausland, wobei sie unter anderem in Paris die Anregung zum Thema ihrer Dissertation „Paul Guigou und die Landschaftsmalerei des 19. Jahrhunderts in der Provence“ fand, in der sie Bilder des provenzalischen Landschaftsmalers Paul Guigou untersuchte und 1954 zum Doktor der Philosophie promovierte.
Katharina Scholz-Wanckel verstarb im hohen Alter 93 Jahren und wurde auf dem Nienstedtener Friedhof beigesetzt.

## Werk
Scholz-Wanckels Werk lässt sich in konkrete und abstrakte Motive unterteilen. Auf verschiedenen, weltweiten Studienreisen ließ sie sich zur Abbildung von verschiedenen, weltbekannten Sehenswürdigkeiten inspirieren, wie beispielsweise die Golden Gate Bridge oder die Ägyptischen Pyramiden. Daneben finden sich aber auch zahlreiche abstrakte Werke. Sämtliche Werke entstanden in der Zeit von 1950 bis zu ihrem Tod im Jahr 2009. Während sie in den ersten 15 Jahren ihres künstlerischen Schaffens vorwiegend die Technik des Holzschnitts verwendete, ist die Mehrheit ihrer Bilder danach mit dem Aquatinta-Verfahren erschaffen worden. Ab 2002 wendete sie sich bis zu ihrem Tod hauptsächlich der Ölkreide zu, welche vor allem in den 50er-Jahren nicht zuletzt dank Pablo Picasso viel Aufmerksamkeit erhielt.

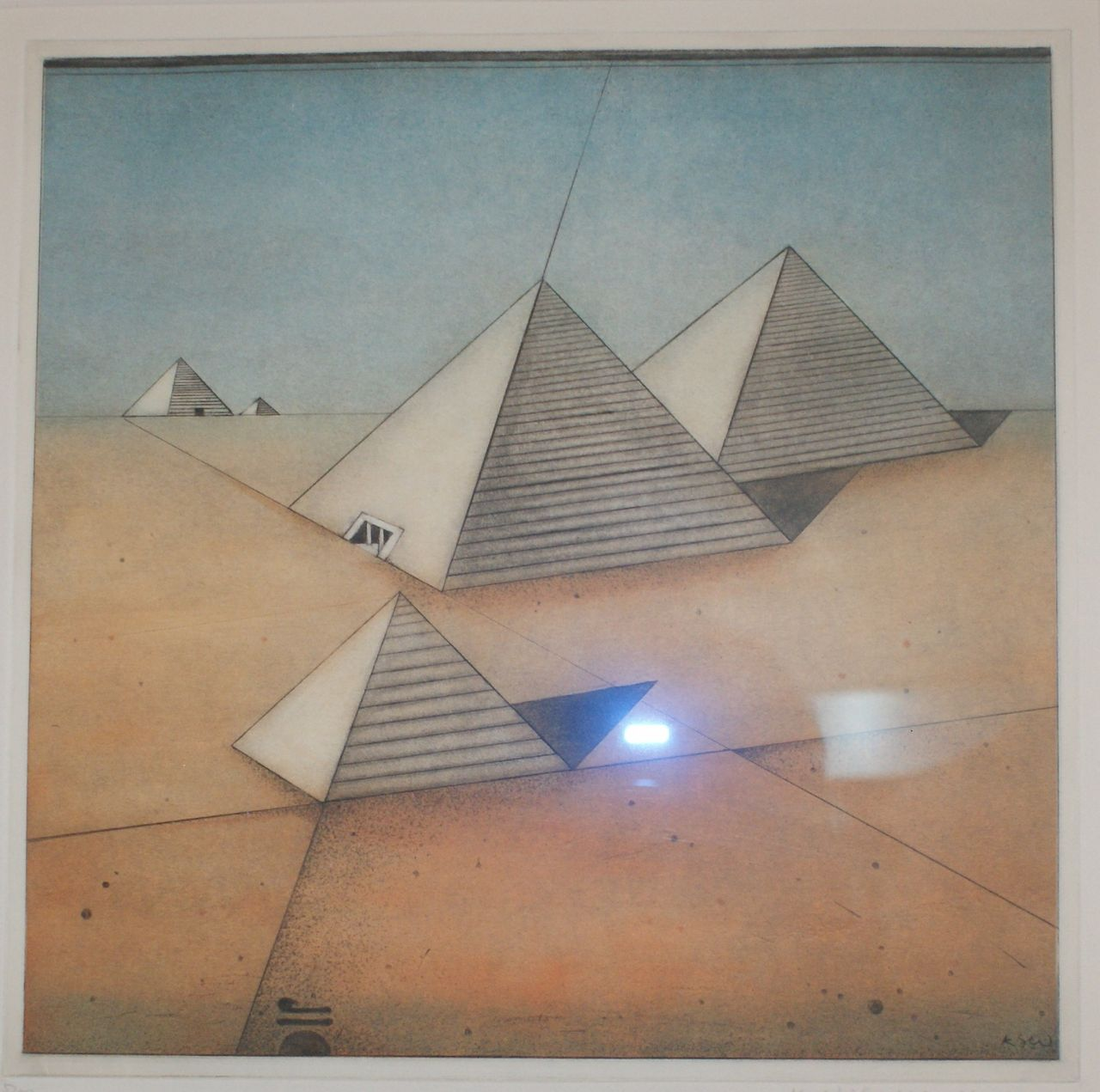
Pyramidenfeld
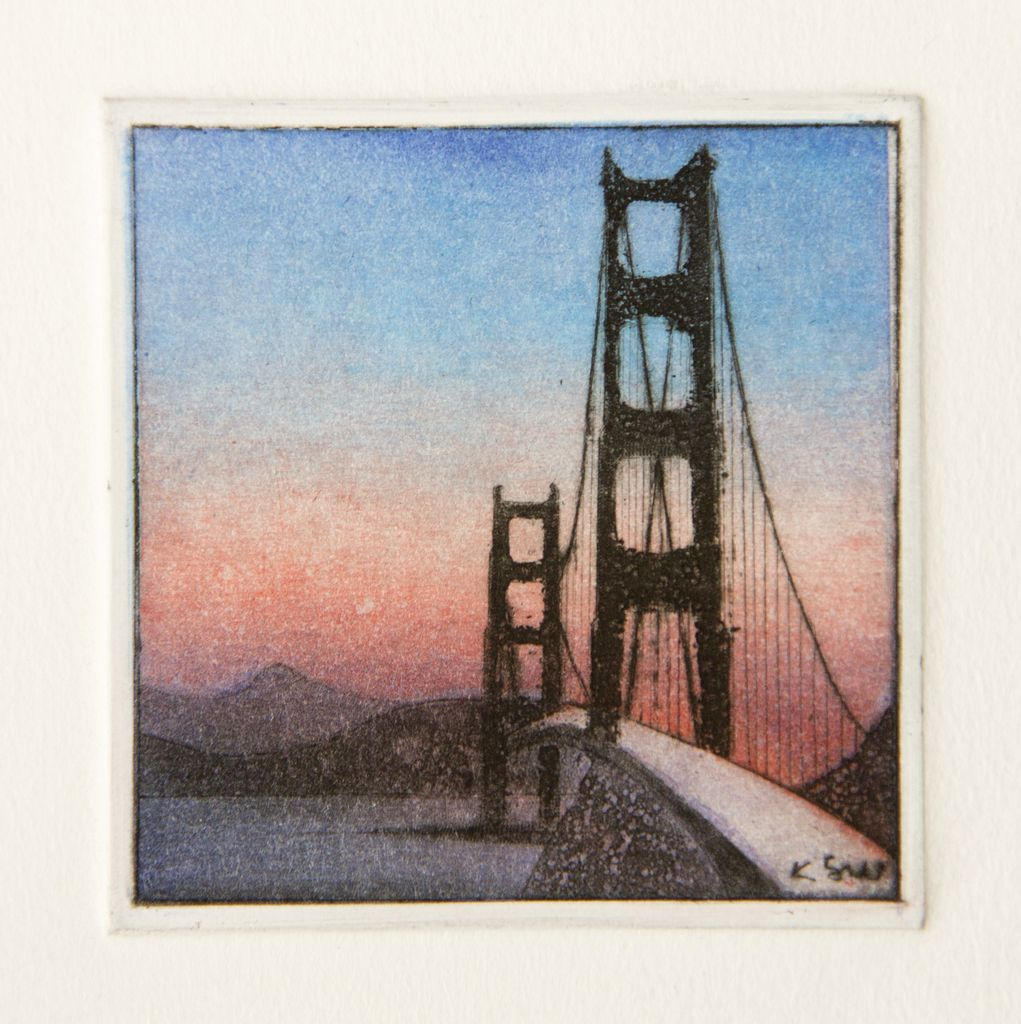
Golden Gate Bridge
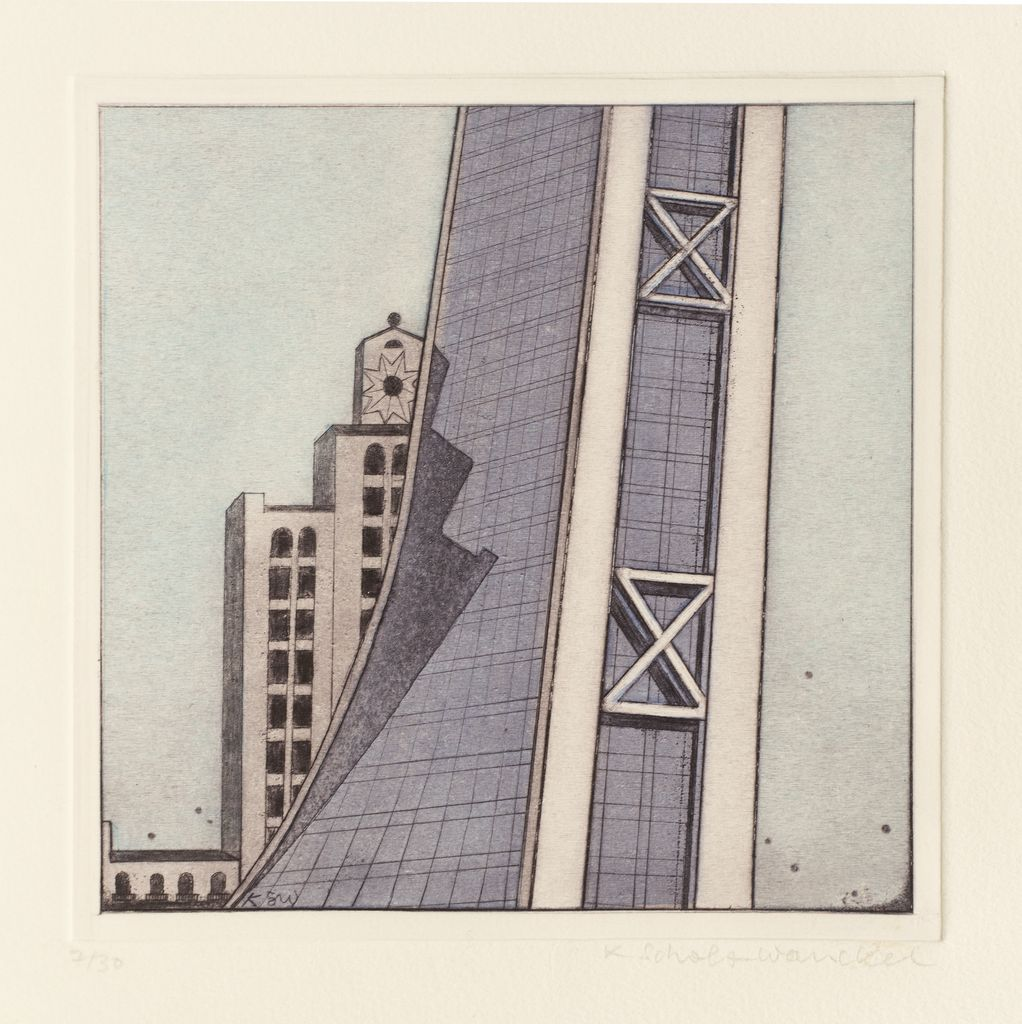
Manhattan
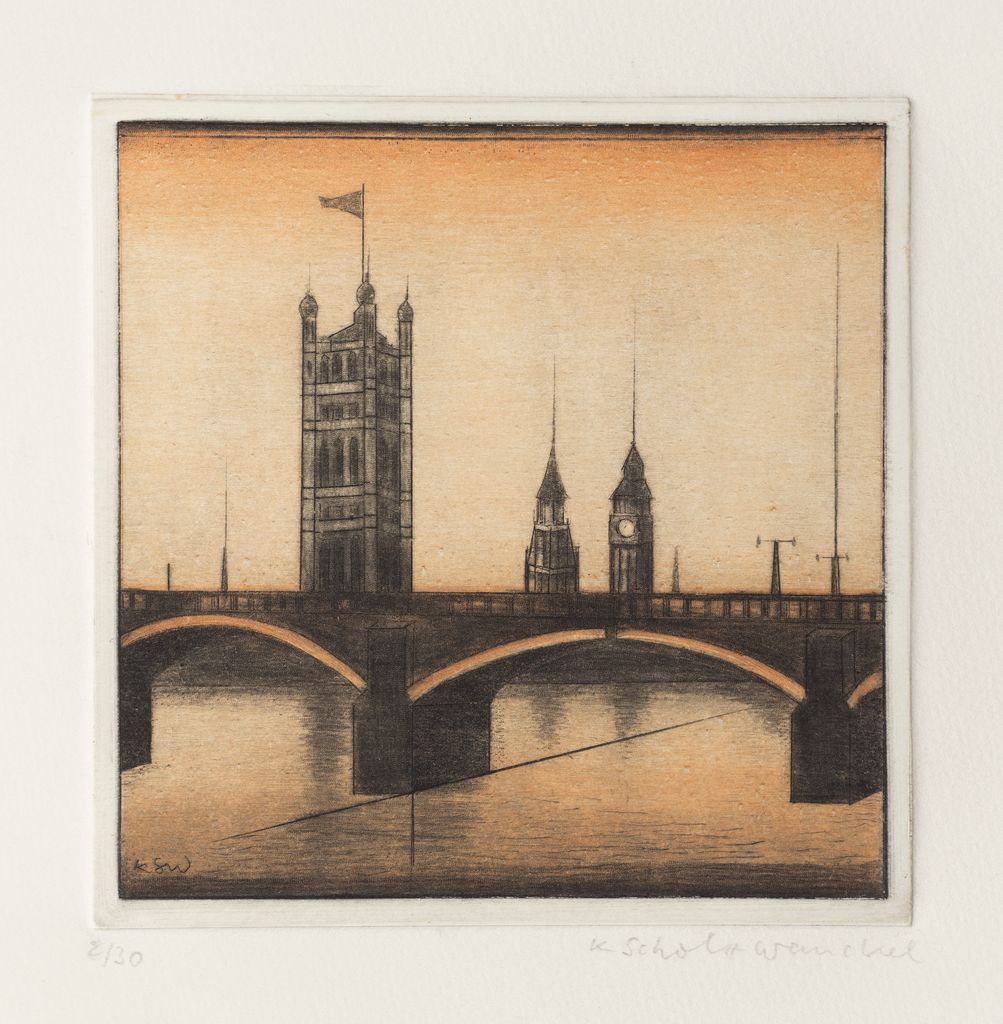
Lambeth Bridge
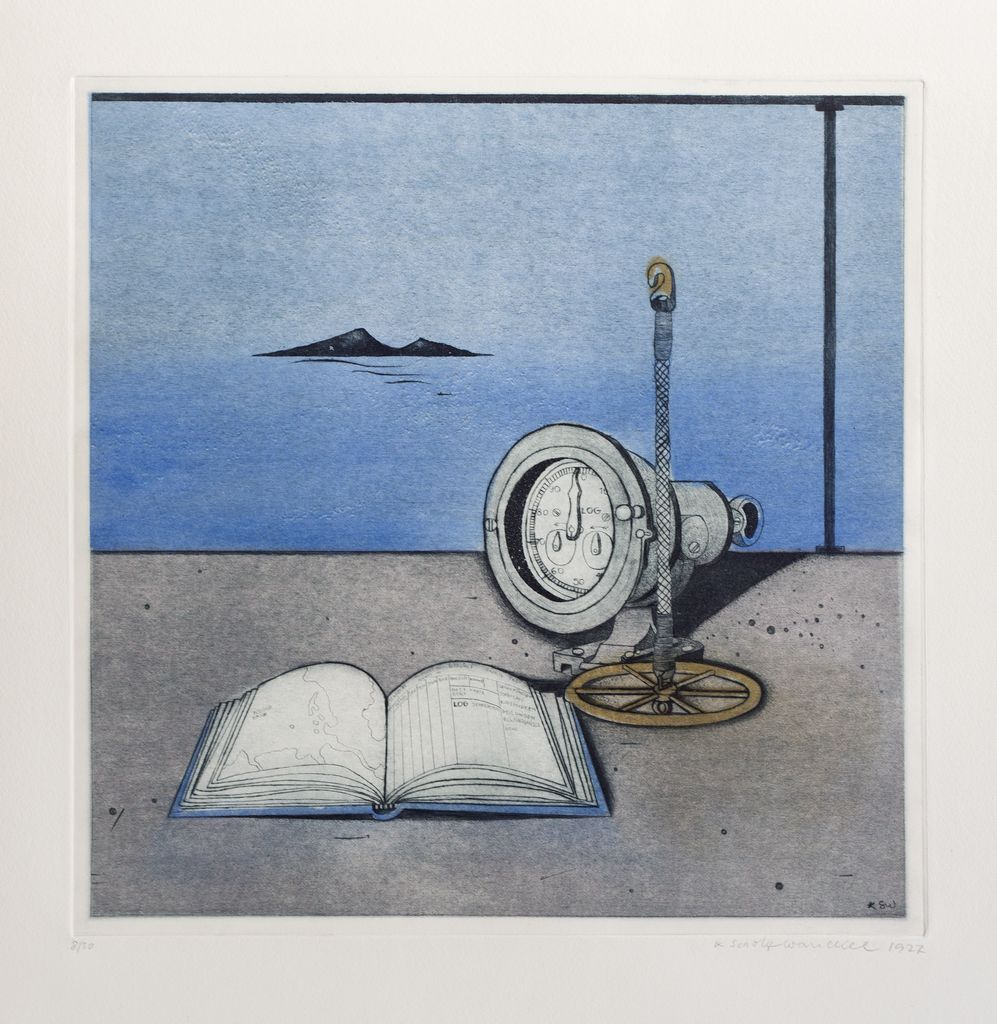
Log
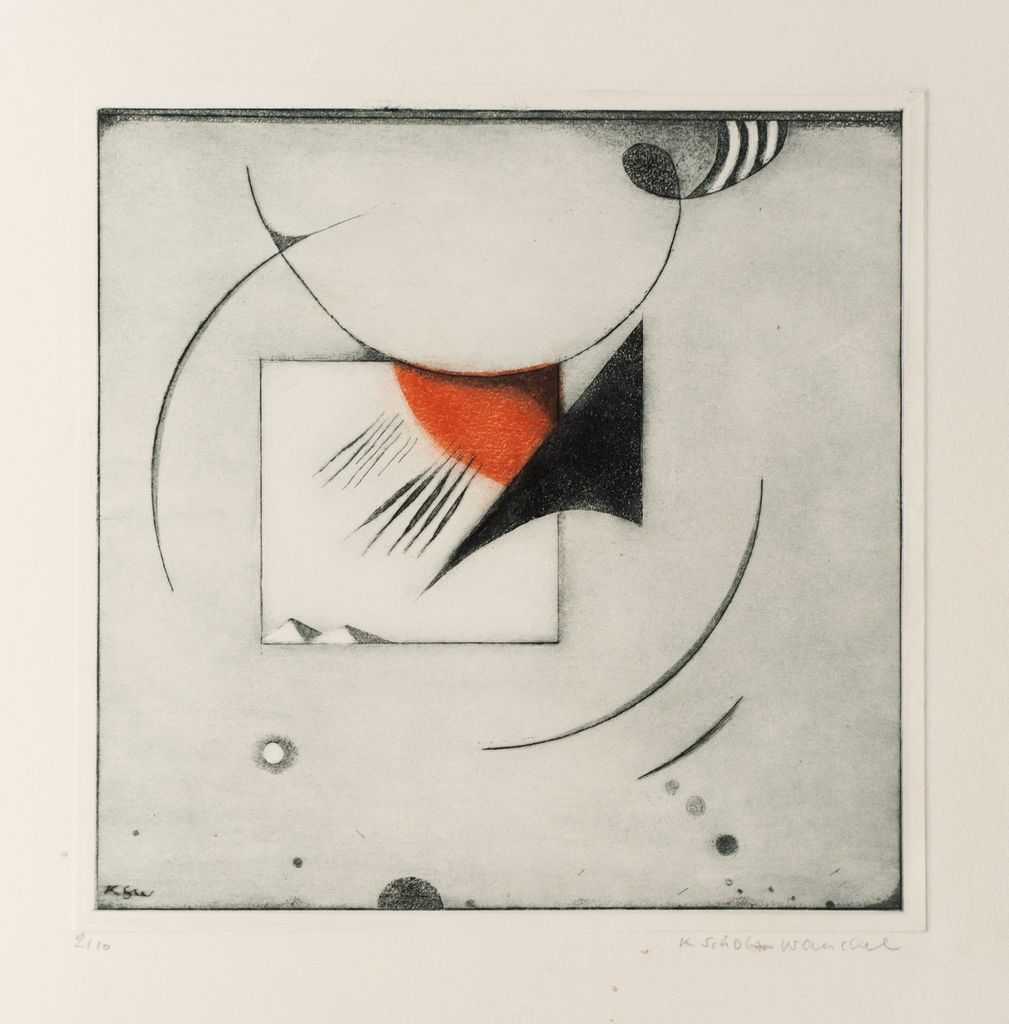
Joie de vivre
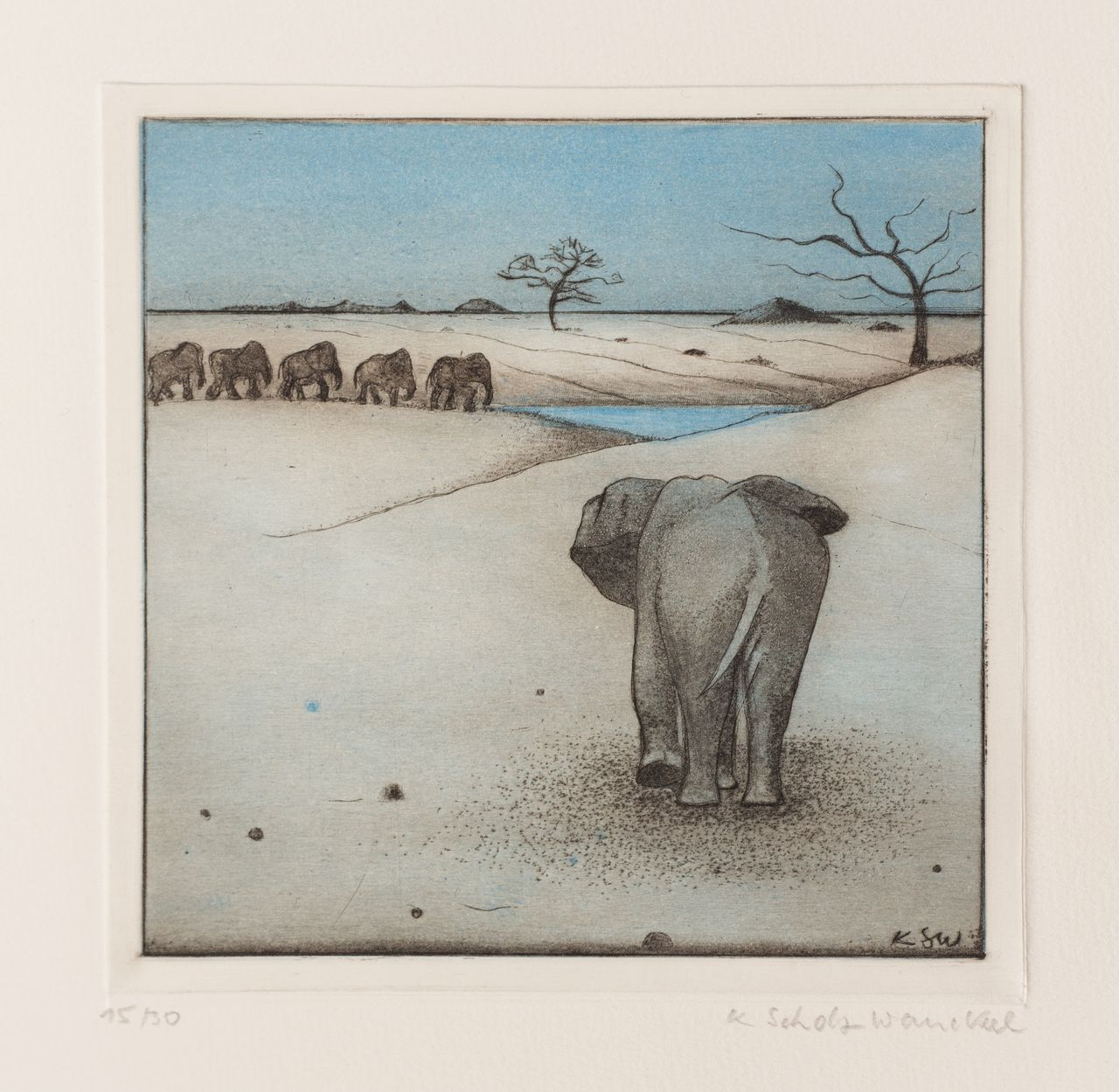
Elefantentreff
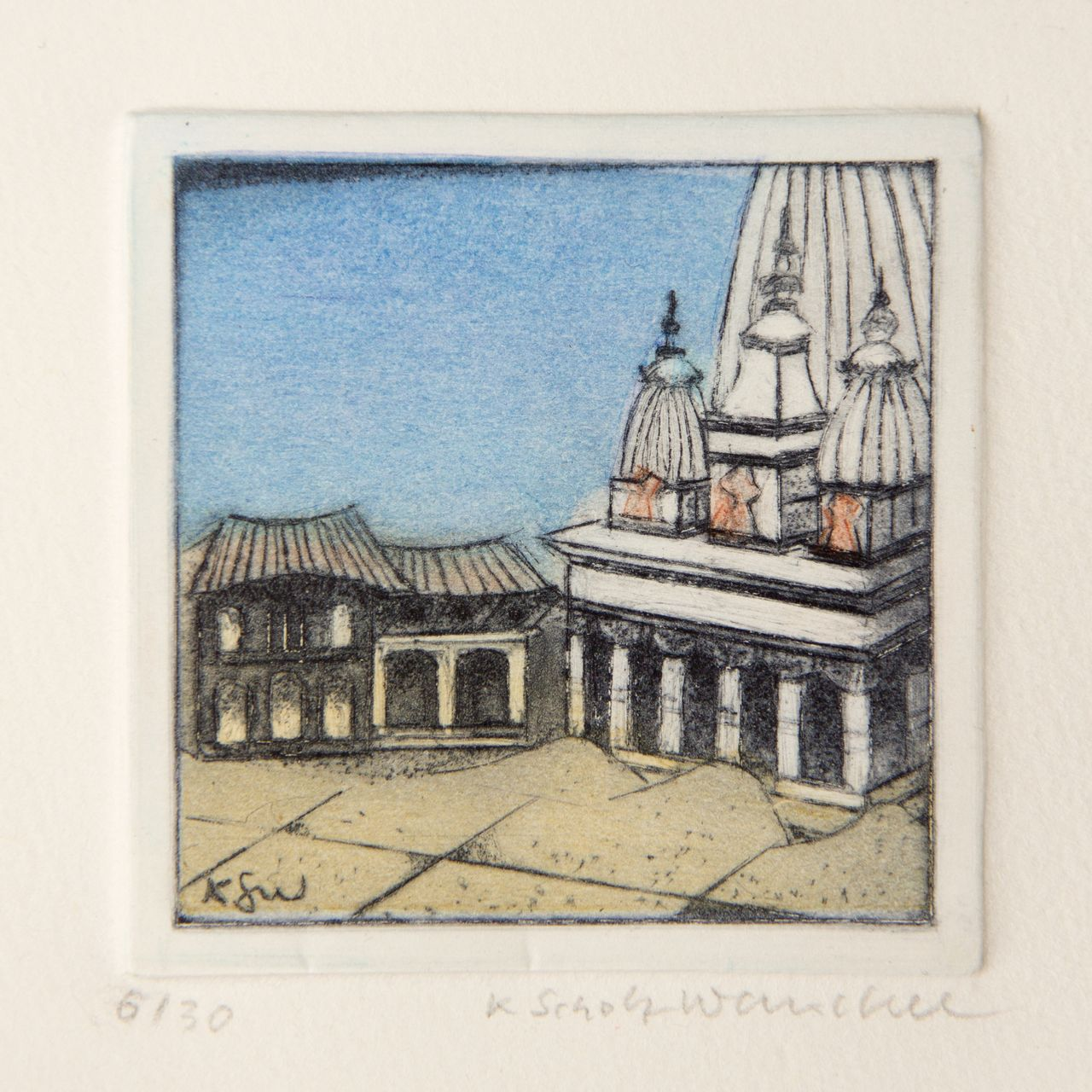
Bungamati

## Ausstellungen
Die heutzutage größte Sammlung von Scholz-Wanckels Werk befindet sich im Palais du Jardin in Zürich. Zuvor waren ihre Bilder u. a. an folgenden Einzel- und Gruppenausstellungen zu sehen.
- Malerei und Plastik junger Künstler, Seminarienhaus der Universität Heidelberg
- Ausstellung Hamburger Künstler, 1948–1961, Berufsverband Bildender Künstler Hamburgs e. V.
- I. und II. Internationale Triennale für farbige Originalgraphik, Grenchen, 1958 und 1961
- Europäische Graphik der Gegenwart, Nassauischer Kunstverein, Wiesbaden
- Deutsche Künstler sehen Europa, Kunstamt Berlin-Reinickendorf
- Internationale Graphikausstellung, Salzburg/Berlin
- Mostra die Collezionisti di Prato, Prato
- Guilde Internationale de Sérigraphies d’Art Abstrait, Galerie St. Germain, Paris
- KSW Galleria Numero, Florenz, 1959 und 1960
- Internationale Graphikausstellung, Zofingen
- Internationale Graphikausstellung, Galerie Bohemia, Glarus
- Guilde Internationale de Sérigraphies d’Art Abstrait, Galerie Koepke, Kopenhagen
- KSW Kunstpavillon Elitzer, Saarbrücken, 1960 und 1962
- Internationale Druckgraphik, Neue Galerie der Stadt Linz
- KSW Galleria Numero, Rom
- KSW Galerie Schnoor, Bremen
- Schwarz-Weiss Graphikausstellung Hamburger Künstler, Halle der Nationen, Hamburg
- Europäischer Kunstverein, Kampen/Sylt
- Mostra Internationale d’Arte d’Avanguardia, Galleria Numero, Livorno
- Freie Grafik 69, Künstlergilde Buslat, Schloss Bauschlott
- Licht im Bild, Künstlergilde Buslat, Schloss Bauschlott
- KSW zusammen mit Ernst Leonhart, Galerie am Dürerhaus, Nürnberg
- Das kleine Format, Künstlergilde Buslat, Schloss Bauschlott
- Petits Formats, Galerie Bernier, Paris
- Lithographies et Gravures Modernes, Galerie de l’Université, Paris
- KSW Galerie Goltz, München
- Weihnachts-Grafik-Bazar, Galerie Lochte, Hamburg
- Manifestations Musicales et Culturelles, Chalençon/Ardèche
- KSW zusammen mit G. Grosse und C. v. Mangershausen, Kunstforum, Bensheim-Bergstrasse
- KSW Badenia-Galerie, Karlsruhe
- Exposition Collective d’Eté, Galerie Contemporaine, Genf
- David Hockney et artists pour Collectionneurs, Galerie Contemporaine, Genf
- Maritime Bilder, Galerie Lochte, Hamburg
- Seit 1973 ständige Präsenz in der Galerie Carmen Cassé, Paris